# Liste der Monuments historiques in Bellevigny
Die Liste der Monuments historiques in Bellevigny führt die Monuments historiques in der französischen Gemeinde Bellevigny auf.

## Liste der Bauwerke
| Bezeichnung      | Beschreibung              | Standort                  | Kennzeichnung | Schutzstatus | Datum | Bild           |
| ---------------- | ------------------------- | ------------------------- | ------------- | ------------ | ----- | -------------- |
| Ehemalige Kirche | Erbaut im 12. Jahrhundert | Belleville-sur-Vie (Lage) | PA00110038    | Classé       | 1947  | weitere Bilder |

## Liste der Objekte
- Monuments historiques (Objekte) in Bellevigny in der Base Palissy des französischen Kultusministeriums